# August Kiuru
Pour les articles homonymes, voir Kiuru.
August Kiuru (né le 12 juillet 1922 à Gromovo (en) et mort le 23 février 2009 à Hartola (Finlande)) est un ancien fondeur finlandais.

## Palmarès

### Jeux olympiques
| Épreuve / Édition | St-Moritz 1948 | Cortina d'Ampezzo 1956 |
| 18 km             | 7e             |                        |
| 30 km             |                | 21e                    |
| 4 × 10 km         | Argent         | Argent                 |

### Championnats du monde
| Épreuve / Édition | Lake Placid 1950 | Falun 1954 |
| 15 km             |                  | Bronze     |
| 18km              | 4e               |            |
| 4 × 10 km         | Argent           | Or         |